# Robert Falcon Scott
Robert Falcon Scott (Plymouth, 6 giugno 1868 – Barriera di Ross, 29 marzo 1912) è stato un marinaio ed esploratore britannico.
Divenne famoso per la "competizione" con Roald Amundsen sul raggiungimento del Polo Sud: Amundsen raggiunse il Polo poche settimane prima di Scott, il quale nella marcia di rientro al campo base perse la vita insieme ai membri della sua spedizione.

## Famiglia e formazione
Scott era il terzo dei sei figli di John e Hannah Scott. Il padre era proprietario di una fabbrica di birra, ma la carriera in marina era un'antica tradizione di famiglia. Così nel 1881, dopo aver terminato gli studi, su consiglio del padre Scott si arruolò nella Royal Navy.
Cominciò la sua carriera come cadetto sulla nave scuola HMS Britannia, rimase per quattro anni sulla Boadicea e successivamente frequentò il Royal Naval College presso il quale superò gli esami per diventare tenente. Nel 1889 venne nuovamente promosso. Scott sognava un'attività più avventurosa di quella dell'ufficiale di marina in tempo di pace, ma con l'avanzare del tempo si rese conto che da parte della famiglia di origine mancavano sia i mezzi economici sia le relazioni per accelerare la sua carriera in marina in modo adeguato alle sue ambizioni.

## La spedizione Discovery (1901 - 1904)

### L'incontro con Clements Markham
La svolta nella carriera di Scott è dovuta in gran parte all'incontro con Clements Markham, anch'egli con un passato da esploratore e divenuto in seguito presidente della Royal Geographical Society. Il primo incontro con Markham avvenne quando Scott aveva appena 18 anni: negli anni seguenti si rincontrarono numerose volte, e quando Scott si candidò per la guida della spedizione alla ricerca del Polo Sud, Markham ne appoggiò la candidatura. Secondo Markham l'esperienza di Scott nella marina militare era sufficiente per la conduzione della spedizione: fu così che sebbene gli scienziati della Royal Society preferissero uno scienziato, Markham riuscì a imporre la sua decisione. A Scott venne quindi affidato il comando della National Antarctic Expedition: benché, come ammise in seguito, ai tempi non avesse «una particolare predilezione per l'esplorazione polare», Scott considerava la missione un mezzo per soddisfare le sue ambizioni.

### L'inizio della spedizione
Dopo la sua nomina, a Scott rimase un anno di tempo per preparare la spedizione. Fece parte dei preparativi anche una visita a Fridtjof Nansen, un esploratore norvegese: Nansen consigliò a Scott l'utilizzo dei cani da slitta, un consiglio che Scott seguì, trascurando però il fatto che il loro efficace utilizzo richiedesse anche persone capaci di conduzione delle mute di cani.

### Una mongolfiera all'Antartide
All'inizio di agosto del 1901 la Discovery salpò da Londra con a bordo 48 persone, di cui 39 erano membri della Royal Navy. Il 3 gennaio 1902 la nave attraversò il Circolo Polare Antartico, passò il mare di Ross e raggiunse la barriera di Ross.
Il 22 gennaio 1902 Scott e Edward Adrian Wilson sbarcarono a Capo Crozier e scalarono il monte Terror. Da qui avvistarono una distesa pianeggiante di ghiaccio che si estendeva fino all'orizzonte: quella vista alimentò il desiderio di Scott di provare a raggiungere il Polo Sud. La stagione fredda era però già troppo avanzata per poter continuare l'impresa, per cui Scott decise di trascorrere l'inverno antartico a bordo della Discovery e di costruire una capanna di legno come magazzino e riparo d'emergenza nel caso la nave venisse schiacciata dalla banchisa. La località è nota ancora oggi come Hut Point.
Scott fu anche il primo a utilizzare una mongolfiera nell'Antartico: a bordo si trovavano Scott e Ernest Shackleton. Il velivolo subì però dei danni durante il suo primo utilizzo e non poté essere impiegato nel prosieguo della spedizione.

### Il tentativo di raggiungere il Polo
Il 1º novembre 1902 Scott, accompagnato da Wilson e da Shackleton, lasciò Hut Point per dirigersi a sud con cinque slitte e 19 cani. Scott, nell'erronea convinzione che il terreno sarebbe stato pianeggiante e agevole da percorrere, aveva previsto dei quantitativi di razioni alimentari molto ridotti. All'inizio l'andatura fu molto spedita, «volavano sul ghiaccio come tre cavalieri polari» scrisse Louis Bernacchi, ma poi il tempo si guastò e la spedizione incontrò bufere di neve che resero difficile il cammino, al punto che i tre furono costretti a trasportare metà del loro carico per mezzo miglio e poi tornare indietro per recuperare l'altra metà, finché il gelido blizzard li imprigionò nelle tende.
Nessuno dei tre aveva esperienza di sopravvivenza in ambienti estremi come quello antartico: si pensi che Shackleton non aveva mai montato una tenda né dormito in un sacco a pelo. Quando i tre erano già sfiniti dalla cecità da neve, dalle scarse razioni, dal clima avverso e, nel caso di Shackleton, dallo scorbuto, avvistarono le catene montuose antartiche che eliminarono le speranze di poter raggiungere il Polo. Nonostante ciò Scott decise di proseguire e solo intorno all'82º parallelo si arrese all'evidenza dell'impossibilità di proseguire. Scott, Wilson e Shackleton raggiunsero il punto più meridionale il 31 dicembre 1902, a 480 miglia dal Polo.

### I rapporti fra Scott e Shackleton
Numerose biografie accennano a un'intensa animosità fra Scott e Shackleton. Ranulph Fiennes nella sua biografia di Scott afferma che in realtà vi fossero poche prove della loro rivalità e definisce amichevoli i rapporti fra i due. È opinione di Fiennes che il reale motivo per il precoce allontanamento e rientro in patria di Shackleton fosse semplicemente il precario stato di salute di quest'ultimo e non dovesse essere ricercato in eventuali sentimenti di invidia e di rivalità da parte di Scott. Diana Preston, nel suo libro su Scott, riporta invece che Wilson, nel suo diario, a un certo punto scrive di aver sentito la necessità di «parlare con Scott fuori dai denti», ma non precisa di cosa esattamente, anche se la scrittrice azzarda di un rimprovero di alcuni difetti di Scott: gli scoppi d'ira, il comportamento a volte dispotico e l'atteggiamento nei confronti di Shackleton.

## La spedizione Terra Nova (1910 - 1912)

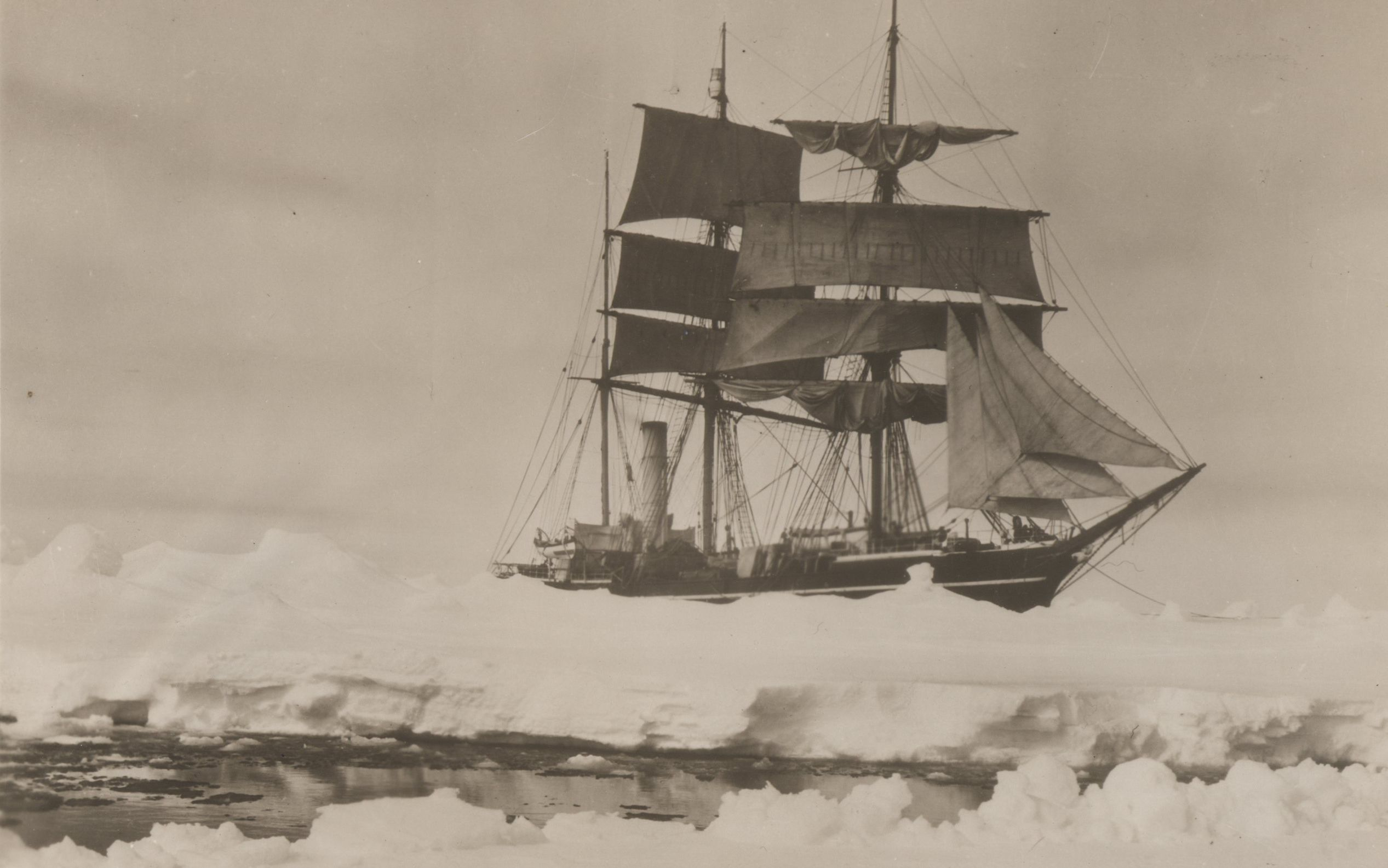
La Terra Nova

### L'inizio
Secondo Scott, il raggiungimento del Polo da parte di un britannico non era importante solo per questioni di prestigio nazionale. Scott lo considerava anche un'opportunità di arricchimento personale e di miglioramento della qualità di vita per la sua famiglia.
Dopo il matrimonio con la scultrice Kathleen Bruce il 2 settembre 1908 e la nascita del loro unico figlio nell'anno 1909, Scott partì per la sua seconda spedizione nel continente Antartico. Il 1º giugno 1910 la nave Terra Nova salpò da Londra alla volta dell'Antartide, che distava circa 14.000 km in linea d'aria.

### Il fallimento della spedizione
A Scott non fu subito chiaro che il raggiungimento del Polo Sud sarebbe stato una sorta di gara con il norvegese Roald Amundsen, ma se ne rese conto ben presto quando gli comunicarono, appena sbarcato a Melbourne, che Amundsen aveva deciso di tentare la sortita in Antartide immediatamente dopo aver saputo che Robert Edwin Peary aveva rivendicato la conquista del Polo Nord, obiettivo primario del norvegese. Entrambe le spedizioni partirono nell'ottobre 1911 dai rispettivi campi base (Stretto di McMurdo per Scott e Baia delle balene per Amundsen), ma mentre Amundsen e i suoi quattro compagni erano in viaggio con sci e cani da slitta, Scott e i suoi utilizzarono pony della Manciuria e motoslitte che si rivelarono inutilizzabili a causa del troppo basso numero di ottano del carburante acquistato da Scott, nonché cani da slitta che anche stavolta nessuno sapeva condurre.
Fra varie difficoltà la spedizione composta da Scott, Edward Wilson, Edgar Evans, Lawrence Oates e dal tenente Henry Bowers riuscì a raggiungere il Polo Sud tra il 17 e il 18 di gennaio del 1912, ma lì la delusione fu enorme quando i cinque si resero conto che Amundsen li aveva preceduti di diverse settimane: sul ghiaccio svettava una bandiera nera legata a un pattino da slitta, lasciata da Amundsen già il 14 dicembre 1911.
La migliore organizzazione della spedizione di Amundsen fu evidente anche e soprattutto nel durissimo viaggio di ritorno. Se infatti il norvegese era riuscito a percorrere fra le 15 e le 20 miglia al giorno (pur avendo previsto di percorrerne 30 al giorno), Scott raggiunse una prestazione massima di 13 miglia al giorno. Mentre Amundsen riuscì a rientrare al campo base senza difficoltà, per Scott e i suoi il rientro divenne ben presto una lotta disperata, a cui in gran parte contribuirono le pessime condizioni meteorologiche con temperature talmente rigide che, dall'introduzione delle moderne stazioni meteo negli anni 1960, furono nuovamente registrate soltanto un'altra volta.
Il primo che perse la vita nel corso della marcia di rientro fu Evans, che si era infortunato in seguito a una caduta ed ebbe un crollo fisico e psicologico. Poco dopo peggiorarono le condizioni di Lawrence Oates tanto da ostacolare la marcia degli altri membri della spedizione. Quando Oates si rese conto di avere poche possibilità di sopravvivenza (aveva perso un piede per il congelamento), ma soprattutto di rappresentare un fattore di rischio per i rimanenti membri della spedizione, abbandonò volontariamente la tenda durante una tempesta di neve, scrivendo su un biglietto le storiche parole: «Sto uscendo, può darsi che rimanga via un po' di tempo». La sua borsa da viaggio venne ritrovata, ma non il suo corpo.
Il gesto di Oates fu inutile. I cadaveri dei tre rimanenti membri della spedizione furono trovati intatti dentro la tenda sei mesi dopo, a sole 11 miglia da un grande deposito di viveri che avevano allestito appositamente durante il primo periodo della spedizione. Rimasero una macchina fotografica e i loro diari nei quali erano descritte nel dettaglio le sofferenze patite. È celebre la frase di Scott:
Il diario di Scott termina il giorno 29 marzo 1912 con la frase: «For God's sake look after our people. R. Scott», che significa "Per l'amor di Dio, abbiate cura delle nostre famiglie". I corpi degli esploratori furono sepolti nel punto dove furono trovati dalla spedizione inglese mandata alla loro ricerca: dopo averla calata su di essi, la stessa tenda fu coperta di ghiaccio e sul tumulo venne posta una croce.